# Jens Fink-Jensen
Jens Fink-Jensen, danski pisatelj, pesnik, fotograf in skladatelj, * 19. december 1956, København, Danska.
Kot pisatelj se je Fink-Jensen prvič predstavil 4. junija 1975 z novelo Juni 1995 v časopisu Dagbladet Information, kot pesnik pa v maju 1976 s štirimi pesmimi v reviji Hvedekorn št. 76/1. Njegova prva knjiga, pesniška zbirka Verden i et øje, je izšla 19. oktobra 1981. Prvo prozno delo, ki je izšlo v knjižni obliki 5. junija 1986, je bila zbirka novel Bæsterne, leta 1994 pa se je predstavil tudi kot avtor knjig za otroke z delom Jonas og konkylien.
Jens Fink-Jensen je študiral jezike v internatu v Herlufsholmu, nato je odslužil vojaški rok in postal častnik kraljeve častne straže. Leta 1986 je diplomiral na Fakulteti za arhitekturo v Kopenhagnu kot arhitekt, leta 1997 pa je na isti fakulteti pridobil še diplomo multimedijskega oblikovalca.
Kot član prvotnega kroga književnikov osemdesetih let, ki so se zbirali okrog urednika revije Hvedekorn Poula Boruma, je Jens Fink-Jensen leta 1980 pripravil generacijsko manifestacijo NÅ!!80 v Kopenhagnu. Pri organizaciji je med drugim sodeloval tudi pesnik Michael Strunge.
Skupaj s klaviaturistom Larsom Christensenom in saksofonistom Jensom Severinom nastopa Jens Fink-Jensen na gimnazijah in na festivalih v multimedijskih liričnih predstavah, kjer bere pesmi in predvaja lastne diapozitive ob spremljavi svojih skladb za električno klaviaturo. 
Jens Fink-Jensen je med drugim pripravil fotografske razstave Sydens Skibe, Beijing Ansigt, razstavo pesmi in fotografij OrdBilleder in prikaz zvokov in diapozitivov Øje på verden – om bøgernes råstof.
Leta 1999 je v arabščini izšla pesniška zbirka Nær afstanden v prevodu Jamala Jume (Založba Alwah, Madrid). Posamezne pesmi so že prej izšle v dnevniku Al-Quds Al-Arabi (London, 1996) in v reviji Nizwa (Sultanat Oman, 1999).

## Knjižne izdaje
- Verden i et øje, pesmi, 1981
- Sorgrejser, pesmi, 1982
- Dans under galgen, pesmi, 1983
- Bæsterne, novele, 1986
- Nær afstanden, pesmi, 1988 (izšle v arabščini 1999)
- Jonas og konkylien, otroška knjiga, 1994 (ilustracije Mads Stage)
- Forvandlingshavet, pesmi, 1995
- Jonas og himmelteltet, otroška knjiga, 1998 (ilustracije Mads Stage)
- Alt er en åbning, pesmi, 2002
- Syd for mit hjerte. 100 udvalgte kærlighedsdigte, pesmi, 2005